# ادمکی، پمرانیان ویوودشیپ
ادمکی، پمرانیان ویوودشیپ (به لاتین: Adamki, Pomeranian Voivodeship) در لهستان است که در pomeranian voivodeship واقع شده‌است.

## خصوصیات
ادمکی ۹ نفر جمعیت دارد.